# Mike Rodgers
Pour les articles homonymes, voir Rodgers.
Michael « Mike » Rodgers (né le 24 avril 1985 à Saint-Louis) est un athlète américain spécialiste du 100 et du 200 mètres.

## Biographie
En début de saison 2008, Rodgers se classe quatrième de la finale du 60 m des Championnats du monde en salle de Valence, terminant à 3 centièmes de seconde du médaillé de bronze. Auteur d'un record personnel à 10 s 06 sur 100 m établi lors du meeting de Modesto, il termine sixième de la Finale mondiale de l'athlétisme de Stuttgart. Il commence l'année 2009 en améliorant ses records personnels du 100 m et du 200 m lors du Meeting de Belém, réalisant respectivement 10 s 01 et 20 s 24. Après avoir couru 9 s 93 venté le 30 mai, à New-York, Michael Rodgers descend pour la première fois sous la barrière des 10 secondes au 100 m en établissant 9 s 94 (vent favorable de 1,7 m/s) lors du Prefontaine Classic de Eugene, le 7 juin 2009. Il remporte quelques jours plus tard le titre national du 100 m à l'occasion des Championnats des États-Unis d'athlétisme, en 9 s 91 (+3,1), obtenant sa qualification pour Championnats du monde. À Berlin, l'Américain ne parvient pas à se qualifier pour la finale mondiale, ne prenant que la cinquième place de sa demi-finale en 10 s 04. Il sera le premier non qualifié pour la finale.
Le 13 mars 2010, Mike Rodgers monte sur la deuxième marche du podium du 60 mètres lors des Championnats du monde en salle de Doha, devancé de 5 centièmes de secondes par le Britannique Dwain Chambers.
Le 8 février 2011, il conclut le 60 m en salle du meeting de Liévin en 2de position avec un chrono de 6 s 60 derrière Lerone Clarke (6 s 59) et devant Kim Collins (6 s 61).
Le 27 février, lors des Championnats des États-Unis d'athlétisme en salle à Albuquerque, il signe  la MPMA en finale du 60 mètres avec 6 s 48. Le 4 juin, Mike Rodgers améliore de neuf centièmes de seconde son record personnel en réalisant 9 s 85 lors du meeting Prefontaine Classic de Eugene (+ 1,3 m/s), derrière le Jamaïcain Steve Mullings (9 s 80).
Fin juin, il se qualifie sur 100 mètres lors des Championnats des États-Unis, à  Eugene pour les Championnats du monde de Daegu. Devancé par Walter Dix et Justin Gatlin, il finit 3e.
Mike Rodgers est contrôlé positif à un stimulant interdit en juillet 2011 à l'occasion du meeting de Lignano mais demeure cependant sur la liste des sélectionnés américains pour les championnats du monde. Il n'y prend finalement pas part et écope le 1er mars 2012 d'une peine rétroactive de 9 mois de suspension, ce qui lui permettra de participer aux JO 2012. Toutefois, lors des sélections olympiques américaines de Eugene, il obtient sa qualification pour les Jeux de Londres uniquement pour le relais 4 × 100 m, en terminant quatrième de l'épreuve du 100 m, derrière Justin Gatlin (9 s 80), Tyson Gay (9 s 86) et Ryan Bailey (9 s 93), dans le temps de 9 s 94 (+1,8 m/s). Peu avant les Jeux, une fracture au pied l'oblige à renoncer à participer au relais américain.
En début de saison 2013, le 20 avril, Mike court son premier 100m en 10 s 04 (-0,4 m/s), soit la meilleure performance mondiale de l'année. Lors des Championnats américains à Des Moines il arrive 4e en 9 s 98, même temps que le 3e, mais il sera sur le podium après la confirmation de la disqualification de Tyson Gay, arrivé premier.
Le 27 juin 2014, il remporte le 100 m des Championnats des États-Unis en 10 s 09, vent défavorable de 1,7 m/s, devant Ryan Bailey, 10 s 23 et Sean McLean, 10 s 26, après avoir remporté sa demi-finale en 9 s 80, vent favorable de 2,4 m/s.
Il établit le temps de 9 s 88 (+ 1,6 m/s) le 11 juillet 2015 lors du meeting de Madrid. Lors des Championnats du monde de Pékin,  il réalise 9 s 86 en demi-finale, à seulement un centième de son record personnel. Rodgers se classe cinquième de la finale en 9 s 94. Sur le relais 4 x 100 m, l'équipe américaine est disqualifiée. En fin d'année, il se classe troisième du classement général de la Ligue de diamant puis deuxième lors du DécaNation en 10 s 09, derrière le Français Jimmy Vicaut.
Le 6 février 2016, en série du meeting de Karlsruhe, Rodgers court en 6 s 52, meilleure performance mondiale de l'année, effaçant les 6 s 53 du Christophien Kim Collins, de l'Allemand Julian Reus et du Cubain Yunier Pérez. Cette performance le tient également à un centième de son record réalisé en 2009. Il remporte la finale, à nouveau en 6 s 52.
Le 19 mars 2016, Rodgers termine 6e lors des championnats du monde en salle de Portland sur 60 m en 6 s 54.
Le 17 mai 2017, il remporte le meeting de Baie-Mahault en 10 s 08. 3 jours plus tard, lors du Jamaica International Invitational, il termine 3e en 10 s 02 derrière Yohan Blake (9 s 93) et Ronnie Baker (9 s 98). Le 12 août, il devient vice-champion du monde avec le relais 4 x 100 m en 37 s 52, battu par le Royaume-Uni (37 s 47).
Le 18 février 2018, Rodgers se classe 3e du 60 m du championnat des États-Unis en 6 s 50, derrière Christian Coleman, auteur d'un nouveau record du monde en 6 s 34, et de Ronnie Baker (6 s 40). Il commence la saison estivale par une 3e place au St Georges Grenada Invitational, en 10 s 17 (+ 0,5 m/s), qu'il améliore à 10 s 03 (+ 1,9 m/s) lors des Drake Relays. Le 4 juin, à Prague, il réalise la meilleure performance mondiale de l'année en courant en 9 s 92 (+ 1,7 m/s), son meilleur temps depuis la saison 2015. Battu quelques jours plus tard par Zharnel Hughes en 9 s 91, Rodgers reprend la MPMA à l'occasion des séries des championnats des États-Unis de Des Moines, le 21 juin, en courant en 9 s 89 (+ 1,4 m/s)
Le 11 juin 2019, il bat le record des Paavo Nurmi Games en 10 s 00 devant Justin Gatlin, 10 s 01.

## Palmarès
| Date | Compétition                        | Lieu                               | Résultat | Épreuve   | Temps   |
| ---- | ---------------------------------- | ---------------------------------- | -------- | --------- | ------- |
| 2008 | Championnats du monde en salle     | Valence                            | 4e       | 60 m      | 6 s 57  |
| 2009 | Finale mondiale                    | Thessalonique                      | 4e       | 100 m     | 10 s 09 |
| 2010 | Championnats du monde en salle     | Doha                               | 2e       | 60 m      | 6 s 53  |
| 2013 | Championnats du monde              | Moscou                             | 6e       | 100 m     | 10 s 04 |
| 2013 | Championnats du monde              | Moscou                             | 2e       | 4 × 100 m | 37 s 66 |
| 2014 | Coupe continentale                 | Marrakech                          | 2e       | 100 m     | 10 s 04 |
| 2014 | Coupe continentale                 | Marrakech                          | 1er      | 4 × 100 m | 37 s 97 |
| 2014 | Ligue de diamant                   | Ligue de diamant                   | 2e       | 100 m     | détails |
| 2015 | Relais mondiaux de l'IAAF          | Nassau                             | 1er      | 4 × 100 m | 37 s 38 |
| 2015 | Championnats du monde              | Pékin                              | 5e       | 100 m     | 9 s 94  |
| 2015 | Ligue de diamant                   | Ligue de diamant                   | 3e       | 100 m     | détails |
| 2016 | Circuit mondial en salle de l'IAAF | Circuit mondial en salle de l'IAAF | 1er      | 60 m      | détails |
| 2016 | Championnats du monde en salle     | Portland                           | 6e       | 60 m      | 6 s 54  |
| 2016 | Jeux olympiques                    | Rio de Janeiro                     | finale   | 4 × 100 m | DQ      |
| 2017 | Relais mondiaux de l'IAAF          | Nassau                             | 1er      | 4 × 100 m | 38 s 43 |
| 2017 | Championnats du monde              | Londres                            | 2e       | 4 x 100 m | 37 s 52 |
| 2018 | Circuit mondial en salle de l'IAAF | Circuit mondial en salle de l'IAAF | 2e       | 60 m      | détails |
| 2018 | Ligue de diamant                   | Ligue de diamant                   | 6e       | 100 m     | 10 s 16 |
| 2019 | Relais mondiaux de l'IAAF          | Yokohama                           | 2e       | 4 x 100 m | 38 s 07 |
| 2019 | Jeux panaméricains                 | Lima                               | 1er      | 100 m     | 10 s 16 |
| 2019 | Jeux panaméricains                 | Lima                               | 3e       | 4 × 100 m | 38 s 79 |
| 2019 | Ligue de diamant                   | Ligue de diamant                   | 8e       | 100 m     | 10 s 16 |
| 2019 | Championnats du monde              | Doha                               | 1er      | 4 x 100 m | 37 s 10 |
| 2021 | Circuit mondial en salle de l'IAAF | Circuit mondial en salle de l'IAAF | 3e       | 60 m      | 17 pts  |

### National
- Championnats des États-Unis :
  - vainqueur du 100 m en 2009 et 2014

## Records
| Épreuve | Temps          | Lieu        | Date            |
| ------- | -------------- | ----------- | --------------- |
| 60 m    | 6 s 48         | Albuquerque | 21 février 2011 |
| 100 m   | 9 s 85 (+ 1,3) | Eugene      | 4 juin 2011     |
| 200 m   | 20 s 24 (0,0)  | Belém       | 24 mai 2009     |